# Dick Duckworth
Dick Duckworth (Collyhurst, 14 settembre 1882 – 1965) è stato un calciatore inglese, di ruolo centrocampista.

## Carriera
Nato presso Manchester, mediano, nel 1903 entra nella rosa del Manchester United dopo giocato con il Newton Heath negli anni precedenti. Esordisce il 19 dicembre 1903 contro il Gainsborough Trinity (4-2), segnando una delle quattro reti che consentono all'United di vincere la sfida. Durante la sua carriera mette a segno una sola tripletta: il primo aprile 1905, alla sua quinta partita ufficiale, infligge tre reti al Doncaster Rovers (6-0). Totalizza 254 presenze e 11 reti in undici stagioni.  Il suo ultimo incontro con l'United è datato 15 novembre 1913, contro il Middlesbrough (perso 0-1). Nel 1915 annuncia il suo ritiro a causa di un infortunio al ginocchio.

## Palmarès

### Club

#### Competizioni nazionali
- Campionato inglese: 2

Manchester United: 1907-1908, 1910-1911
- Charity Shield: 2

Manchester United: 1908, 1911
- Coppa d'Inghilterra: 1

Manchester United: 1908-1909